# Tichon (Bobow)
Tichon, imię świeckie Wiktor Dmitrijewicz Bobow (ur. 12 września 1954 w Pierwouralsku) – rosyjski biskup prawosławny.

## Życiorys
Ukończył szkołę średnią w Tobolsku. W 1972 podjął pracę ślusarza i w tym samym roku przyjął chrzest. W latach 1973–1976 uczył się w technikum weterynaryjnym w Tobolsku. Następnie studiował w Moskiewskiej Akademii Weterynaryjnej im. K. Skriabina, a po jej ukończeniu w latach 1981–1992 był starszym pracownikiem naukowym we Wszechrosyjskim Naukowo-Badawczym Weterynaryjnej Entomologii i Arachnologii. W 1989 obronił pracę kandydacką.
25 sierpnia 1992 w soborze Opieki Matki Bożej w Tobolsku złożył wieczyste śluby mnisze przed biskupem tobolskim i tiumeńskim Dymitrem, przyjmując imię zakonne Tichon na cześć św. Tichona Zadońskiego. Biskup Dymitr 28 sierpnia 1992 wyświęcił go na hierodiakona, zaś 7 stycznia 1993 – na hieromnicha. W 1992 podjął naukę w seminarium duchownym w Tobolsku, gdzie był równocześnie słuchaczem i pracownikiem dydaktycznym. W 1995 został namiestnikiem monasteru Trójcy Świętej w Tiumeni. W latach 1997–2000 był dziekanem dekanatu tiumeńskiego, zaś w listopadzie 1999 został także rektorem szkoły duchownej w Tiumeni. W 2003 otrzymał godność archimandryty.
2 października 2013 otrzymał nominację Świętego Synodu na biskupa iszymskiego i aromaszewskiego. Jego chirotonia biskupia odbyła się 3 listopada tego samego roku w soborze Chrystusa Zbawiciela w Moskwie pod przewodnictwem patriarchy moskiewskiego i całej Rusi Cyryla.